# Ringdorf

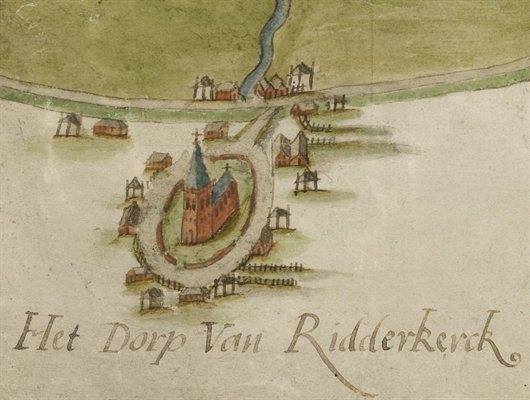
Das Ringdorf Ridderkerk auf einer Karte von Jan Potter (1584).

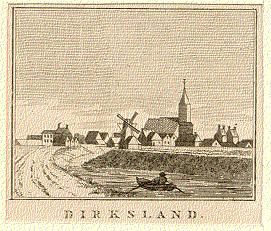
Das Ringdorf Dirksland auf einer Kupferplatte um 1780.

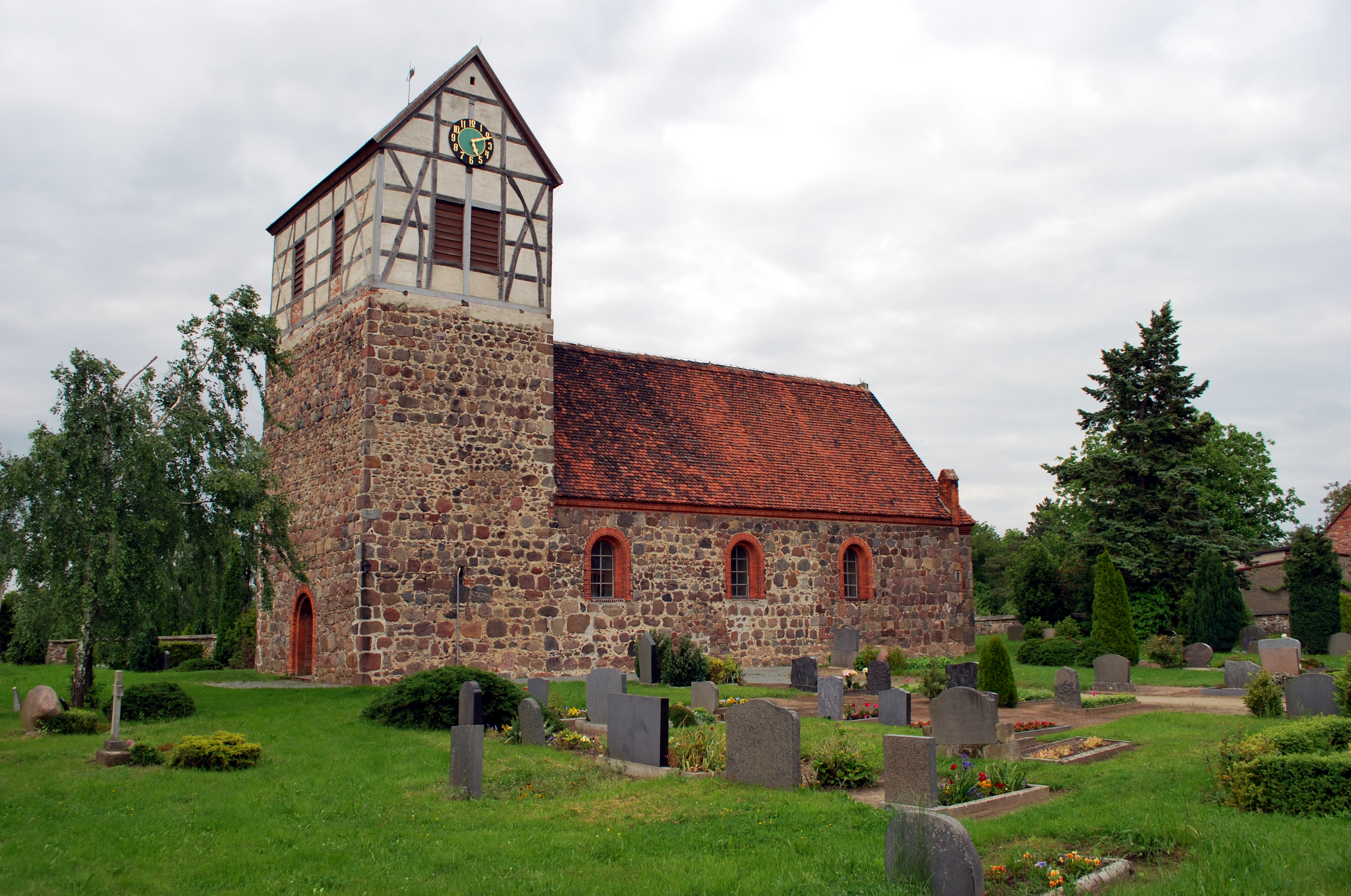
Dorfkirche Borstel

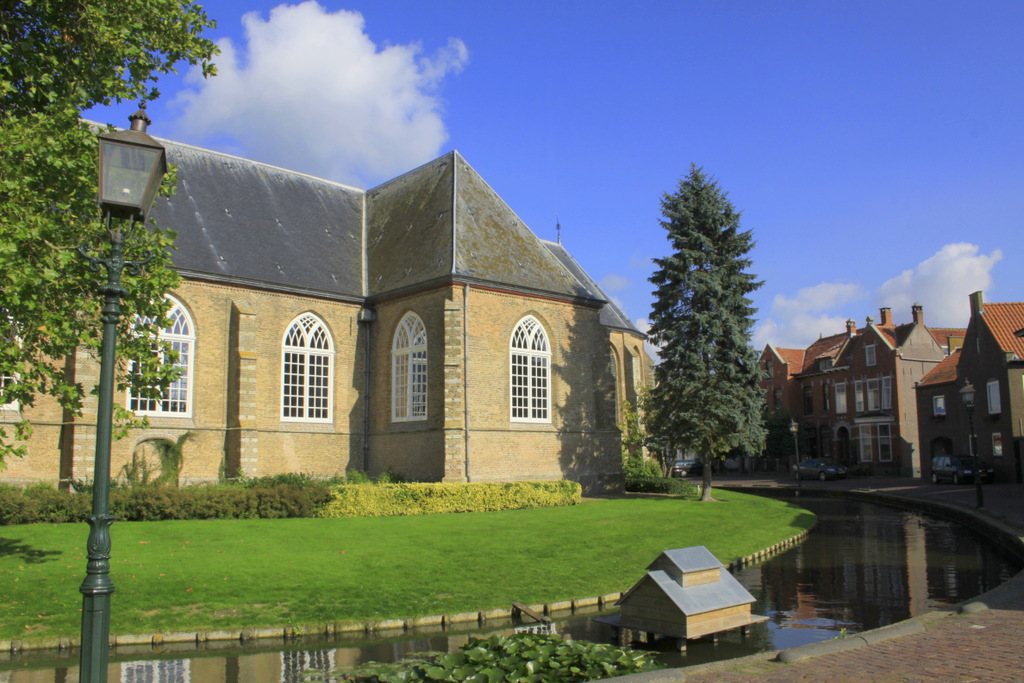
Ringdorf in Nieuwe-Tonge

Ein Ringdorf ist ein Dorf-Typ, bei dem die Gebäude um einen zentralen Punkt errichtet wurden. Oft war dies eine Kirche (niederländisch Kerkringdorp – Kirchen-Ringdorf) mit einem runden oder ovalen Kirchhof. Ringdörfer wurden in ganz Mitteleuropa angelegt, so zum Beispiel:
- Borstel (heute ein Ortsteil der Kreisstadt Stendal im Landkreis Stendal in Sachsen-Anhalt)
- Emetzheim (heute ein Ortsteil von Weißenburg im mittelfränkischen Landkreis Weißenburg-Gunzenhausen)
- Gaberndorf (heute ein Stadtteil von Weimar in Thüringen)
- Hachum in Niedersachsen
- Kolut (Küllőd) (Gemeinde Sombor) in Serbien.

Der Begriff Ringdorf weist verschiedene Varianten auf. In Zeeland oder Südholland (Niederlande) finden sich viele in der ursprünglichen Struktur noch weitgehend erhaltene bzw. erkennbare Ringdörfer.
Der ursprünglich in vielen niederländischen Dörfern vorhandenen Graben rund um den Kirchhof ist heute fast überall nicht oder kaum mehr sichtbar, nur in Dreischor, Noordgouwe, Dirksland und Nieuwe-Tonge ist dieser Graben noch erkennbar vorhanden.
Die meisten Ringdörfer entstanden in den Niederlanden am Ende des 12. und zu Beginn des 13. Jahrhunderts.

## Beispiele für solche Ringdörfer in den Niederlanden

### Region Zeeland
- Biggekerke
- Dreischor
- Grijpskerke
- Haamstede
- ’s-Heer Hendrikskinderen
- 's-Heer Abtskerke
- 's-Heer Arendskerke
- Kapelle
- Kerkwerve
- Koudekerke
- Kloetinge
- Nieuwerkerk
- Noordgouwe
- Noordwelle
- Oud-Sabbinge
- Ouwerkerk
- Poortvliet
- Renesse
- Serooskerke

### Region Südholland
- Dirksland
- Middelharnis

- Nieuwe-Tonge
- Ooltgensplaat
- Oostvoorne
- Ouddorp
- Oude-Tonge
- Oudenhoorn
- Ridderkerk
- Sommelsdijk

### Region Zeeuws Vlaanderen
- Cadzand (früher: Cadesant).

### Ähnliche Anlage
- Radial-Hügeldorf Spijk in Groningen mit einem ähnlichen Aufbau wie ein Ringdorf.